# مونیکا باگارووا
مونیکا باگارووا (چکی: Monika Bagárová؛ ۵ ژوئیهٔ ۱۹۹۴ – ) خواننده اهل کشور جمهوری چک با اصالت کولی است. وی از سال ۲۰۰۹ میلادی تاکنون مشغول فعالیت بوده‌است.